# 국제 상업 회의소

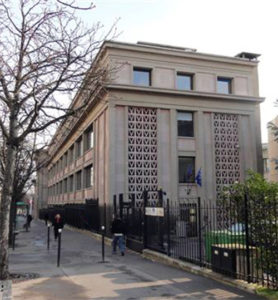

국제상업회의소(國際商業會議所) 또는 국제상공회의소(國際商工會議所)는 세계에서 가장 크고 대표적인 기업 관련 국제기관으로, 1920년 파리에 본부를 두고 발족하였다. 130개국 이상의 수만명의 회원사들은 사영 기업의 확대에 대하여 관심을 갖고 있다. 동 회의소는 각국 실업가 단체를 구성 멤버로 하여 각국 상공회의소나 실업가의 연락 내지 제휴 통상관계의 원활화 등을 목적으로 삼는다. 제1차 세계 대전이 끝난 1919년 10월 미국 뉴저지주 애틀랜틱시티에서 미국, 영국, 프랑스, 이탈리아, 벨기에 등의 기업계 대표가 모여 전후 세계경제재건, 국제통상의 부흥에 관한 회의를 개최하였는데, 동 회의소는 이 회의에서 비롯되었다. 이 회의소는 신용장 통일 규칙과 인코텀스의 제정을 성공적인 것으로 자부하고 있다.
국제상업회의소 국제중재법원은 중재를 통하여 국제적 상사분쟁의 합리적인 해결을 도모하기 위해 1923년 프랑스 파리에서 동 회의소의 산하기관으로 설립되었다. 20세기 동 회의소는 국제상사분쟁해결분야에 있어서 세계주요기구로 자리 잡아 왔으며,동 회의소는 설립이후부터 조정과 중재기관의 절차를 후원하였다.

## 같이 보기
- 인코텀스